# Sukekiyo
Sukekiyo (スケキヨ) (stylisé en sukekiyo) est un supergroupe de rock japonais formé en 2013 et composé de Kyo (chanteur de Dir En Grey), Yuchi (bassiste de Kannivalism), utA (ex-guitariste de 9GOATS BLACK OUT) ainsi que de Takumi et Mika (respectivement ex-guitariste et ex-batteur de Rentrer en Soi),.

## Histoire du groupe
Le site officiel de Sukekiyo ouvre le 31 octobre 2013. Il présente une photo du groupe et annonce début novembre un EP et deux dates de concert fin décembre.
Kyo a lui-même choisi les membres du groupe. Pour Takumi, ex-guitariste de Rentrer en Soi, « bien que ce soit lui qui dirige le groupe, il nous laisse aussi la liberté d'exploiter tous nos talents personnels. C'est pour ça que cela sonne ainsi : parce que c'est basé sur nous cinq. Cela ne marcherait pas de la même façon avec d'autres membres ».
Leur premier EP, The Daemon's cutlery, est en vente sous format LP (33 tours) lors des deux premiers concerts du groupe, qu'ils donnent le 29 décembre 2013 au SHIBUYA-AX, en première partie de Sugizo, et le 30 décembre au COUNTDOWN JAPAN 13/14,. Leur premier clip, Aftermath, est disponible à l'achat sur iTunes le 1er janvier 2014.
Le 25 février 2014, le groupe annonce la sortie de son premier album, Immortalis, pour le 30 avril 2014. Le contenu des différentes éditions est dévoilé sur leur site officiel : l'édition de base comprend 16 titres, l'édition limitée est distribuée avec un cd bonus contenant des collaborations avec Sugizo (Luna Sea, X Japan), Hisashi (Glay), Hitoki (Kuroyume), Shuji Ishii (Cali≠gari), TK (Ling Tosite Sigure) et Kirito (Angelo, Pierrot).
En mai 2014, Sukekiyo annonce une tournée européenne, intitulée « ameagari no yuushi », qui passe par six villes dont Paris au Divan du monde le 17 septembre de la même année.
Fin 2014, un EP intitulé Vitium est annoncé pour le 4 février 2015. Le second CD de l'édition limitée comporte des collaborations avec ToshI (X Japan), Hiroshi Mikami (en), Renholdër et Wes Borland.

## Discographie

### Single
- 2013 : The Daemon's Cutlery
- 2015 : Mimi Zozo (耳ゾゾ?)
- 2016 : Anima
- 2018 : KISSES

## Formation
- Kyo (京?) : chant
- Takumi (匠?) : guitare
- utA : guitare
- Yuchi (裕地?) : basse
- Mika (未架?) : batterie